# Pseudobiosteres imperfectus
Pseudobiosteres imperfectus är en stekelart som beskrevs av Hedwig 1961. Pseudobiosteres imperfectus ingår i släktet Pseudobiosteres och familjen bracksteklar. Inga underarter finns listade i Catalogue of Life.